# Клязма
Кля̀зма е река в Европейска Русия, ляв приток на Ока от басейна на Волга.
Дължината ѝ е 686 km, която ѝ отрежда 103-то място по дължина сред реките на Русия.

## География

### Течение
Река Клязма води началото си от централната част на Московското възвишение, на 247 m н.в., на 8 km източно от езерото Сенеж, Московска област. В началото тече на югозапад, юг и югоизток през Солнечногорски район на Московска област, а при село Черкизово завива на изток и запазва това генерално направление до устието си. В този участък долината ѝ е тясна, а бреговете ѝ са високи. При вливането си в Клязминското водохранилище ширината на коритото ѝ достига до 12 m. По-нататък протича през Клязминското и Пироговското водохранилища, където водите ѝ се смесват с тези идващи от Волга по канала Москва-Волга, а след изтичането си от тях ширината на коритото ѝ нараства до 20 m. Оттук до устието си Клязма протича по най-северната част на Окско-донската равнина, известна като Мещерска низина. В района на низината левият ѝ, северен бряг е значително по висок от десния. След устието на река Теза (ляв приток) при 135 km левият ѝ бряг става нисък и оттам започва Балахнинската низина. Десният бряг е висок (на места до 90 m) и огражда от север Гороховецкия рид на Цнинското възвишение. Ширината на коритото ѝ постепенно се увеличава – от 50 m при град Ногинск до 130 m при град Владимир, а на някои места и до 200 m. Средната дълбочина е 1 – 2 m, максималната до 8 m, а дъното е глинесто, на места пясъчно. Влива се отляво в река Ока при нейния 87 km, на 4 km източно от село Крилово, Гороховецки район, Владимирска област, на 67 m н.в.

### Водосборен басейн
Водосборният басейн на реката обхваща площ от 42 500 km2, което представлява 17,35% от водосборния басейн на река Ока. Във водосборния басейн на реката попадат части от териториите на Владимирска, Ивановска, Московска, Нижегородска и Ярославска област.
Границите на водосборния басейн на реката са следните:
- на юг – водосборните басейни на река Пра и други по малки леви притоци на река Ока;
- на югозапад – водосборният басейн на река Москва, ляв приток на река Ока;
- на северозапад, север и североизток – водосборните басейни на реките Дубна, Нерл, Которосъл и други по малки, десни притоци на река Волга.

Река Клязма получава 36 притока с дължина над 20 km, като 10 от тях са дължина над 100 km. По-долу са изброени всичките тези 3 реки, за които е показано на кой километър по течението на реката се вливат, дали са леви (→) или (←), тяхната дължина, площта на водосборния им басейн (в km2) и мястото, където се вливат.
- 551 → Воря 108 / 1220, при град Лосино-Петровски, Московска област
- 459 → Киржач 133 / 1770, при посьолок Городищи, Владимирска област
- 396 → Пекша 127 / 1010, при село Напутново, Владимирска област
- 326 → Колокша 146 / 1430, при село Угор, Владимирска област
- 269 → Нерл 284 / 6780, при село Боголюбово, Владимирска област
- 244 ← Судогда 116 / 1900, при село Спас-Купалище, Владимирска област
- 173 → Увод 185 / 3770, при село Глебово, Владимирска област
- 135 → Теза 192 / 3450, на 4 km югоизточно от село Сергеево, Ивановска област
- 68 → Лух 240 / 4450, на 2 km северно от село Перово, Владимирска област
- 14 ← Суворощ 126 / 1390, на 2,5 km източно от посьолок Галици, Владимирска област

### Хидрология
Подхранването на река Клязма е смесено, като преобладава снежното. Среден годишен отток при град Ковров, Владимирска област, на 185 km от устието – 147 m3/s. Замръзва през ноември, а се размразява в първата половина на април.

## Селища
На река Клязма са разположени множество селища, в т.ч. 13 града:
- Московска област – Долгопрудни, Шчолково, Корольов, Лосино-Петровски, Ногинск, Павловски Посад, Орехово-Зуево;
- Владимирска област – Петушки, Собинка, Владимир, Ковров, Вязники, Гороховец.

## Корабоплаване
На реката са изградени 3 водохранилища (Клязминско, Акуловско и Пестовско), водите на които се използват за производство на електроенергия и за водоснабдяване на част от град Москва и селищата разположени северно и североизточно от града. През 1937 г. е изграден каналът Москва – Волга, част от който представлява Клязминското водохранилище и по който постъпва вода от река Волга.
При пълноводие реката е плавателна до град Владимир на 267 km от устието, като въпреки това корабоплаването е затруднено между посьолок Мстьора и град Ковров поради малката дълбочина и каменистото дъно. Регулярно корабоплаване се извършва до посьолок Мстьора, Владимирска област, на 120 km от устието.